# Parque provincial Puerto Península
El parque provincial Puerto Península es un área natural protegida ubicada en cercanías de la localidad de Puerto Iguazú, en el departamento Iguazú de la provincia de Misiones, en la mesopotamia de Argentina.
Fue creado sobre una superficie de unas 6900 ha, aproximadamente en torno a la posición 25°43′S 54°35′O / -25.717, -54.583 mediante la sanción de la ley provincial n°. 4047 el 6 de mayo de 2004.

Declárase Área Natural Protegida con la categoría de Parque Provincial, en el marco de lo establecido en la Ley XVI – Nº 29 (Antes Ley 2932), con la denominación “Puerto Península”, los inmuebles, propiedad del Estado provincial, individualizados como: lotes C, D y F subdivisión del lote 2 (deducido), fracción A – Puerto Península – municipio Puerto Iguazú; nomenclatura catastral: Dpto. 9 – Mun. 43 – Secc. 1 – Chac. 0000 – Manz. 0000 – Par. 02P, 02L y 02M, respectivamente – U. Func. 000000, con superficies: lote C: 3.404ha, 2a, 97ca; lote D: 2.464ha, 40a, 18ca y lote F: 960ha, 79a, 25ca, según plano de mensura Nº 39.099.

Desde el punto de vista fitogeográfico corresponde a la ecorregión selva paranaense. La naciente del arroyo Mbocay forma parte del área protegida.
Pese a la similitud de su nombre, no debe confundirse con la reserva natural de la defensa Puerto Península, área protegida que rodea y complementa el parque provincial.

## Objetivos
El objetivo de creación fue preservar una zona de gran valor ambiental, tanto por sus características propias específicas como por su ubicación, inmediata al área del parque nacional Iguazú, favoreciendo de este modo la protección general de la región. Los objetivos específicos incluyen la preservación de una particular selva mixta de palmito Euterpe edulis y palo rosa Aspidosperma polyneuron.
Los valores culturales e históricos, fundamentalmente aquellos que provienen de las comunidades guaraníes y de la historia de los primitivos colonos son también considerados entre los objetivos específicos de preservación.

## Flora

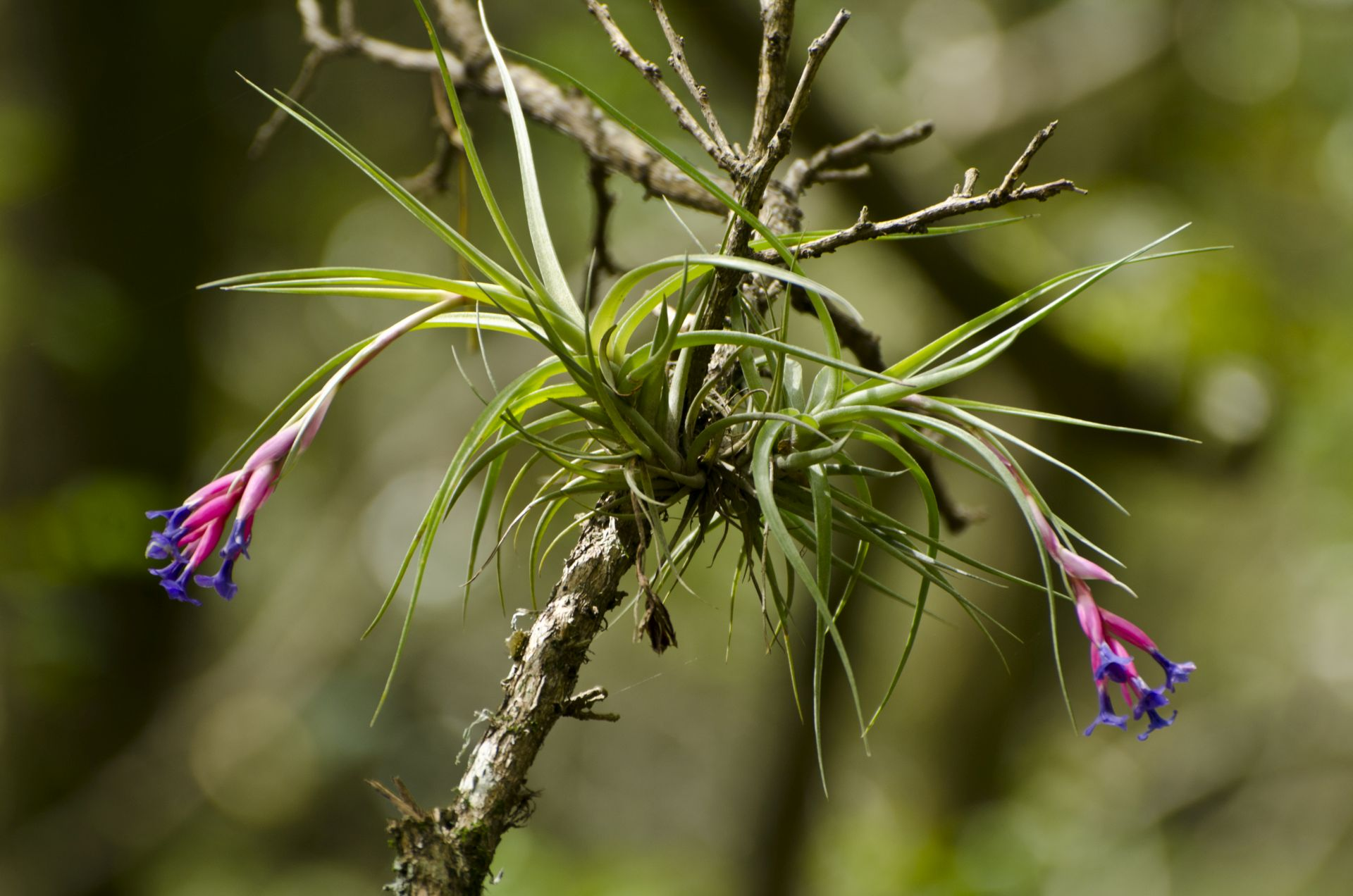
Pequeño caraguatá (Tillandsia), especie muy habitual en el parque, también conocida como «clavel del aire».

La cobertura vegetal es rica y variada. Incluye ejemplares de cincho (Sorocea bonplandii), agua-í (Chrysophyllum gonocarpum), cancharana (Cabralea canjerana), carayá bola (Guarea pohlii), palmito (Euterpe edulis), yaguá pindá  (Pisonia aculeata), fumo bravo (Solanum granulosum-leprosum), caña tacuarembó (Chusquea ramosissima), palo pólvora (Trema micrantha) y loro blanco (Bastardiopsis densiflora), entre otros. El relevamiento del área del parque permitió identificar ejemplares de urunday-pará (Astronium fraxinifolium), especie no hallada en otros lugares de Argentina.
En los niveles intermedios y bajos del bosque se desarrolla un gran variedad de especies de menor tamaño entre las que se destacan diversas bromelias y orquídeas, trepadoras y las epífitas conocidas bajo el nombre genérico de caraguatáes.

## Fauna
El parque es el hábitat de varias especies sobre las que el grado de preocupación es menor y otras amenazadas, vulnerables o simplemente escasas. Se ha registrado la presencia de ejemplares de oso melero (Tamandua tetradactyla), oso hormiguero (Myrmecophaga tridactyla), mulita grande (Dasypus novemcinctus), mono caí (Cebus apella), mayuato (Procyon cancrivorus), yaguareté (Leo onca), puma (Puma concolor), ocelote (Leopardus pardalis), gato tigre o gato pintado (Leopardus guttulus), gato onza chico (Leopardus wiedii), tapir o anta (Tapirus terrestris), pecarí labiado (Tayassu pecari); pecarí de collar (Pecari tajacu) y corzuela parda (Mazama gouazoubira), entre otros.

Resulta destacable el hecho de que el parque es elegido por los yaguaretés como sitio de procreación y alumbramiento.
Las aves están ampliamente representadas. Se han observado ejemplares de picaflor copetón (Stephanoxis loddigesii) y corona violácea (Thalurania glaucopis); martín pescador grande (Megaceryle torquata) y mediano (Chloroceryle amazona); tucán grande (Ramphastos toco) y ṕico verde (Ramphastos dicolorus); arasarí fajado (Pteroglossus castanotis); carpinterito cuello canela (Picumnus temminckii); carpintero garganta estriada (Dryocopus lineatus) y arcoíris (Melanerpes flavifrons).

Fueron avistadas varias decenas de especies de pájaros cantores de unas 15 familias diferentes, entre ellos los tangarás común (Euphonia chlorotica) y amarillo (Euphonia violacea); la brasita de fuego (Coryphospingus cucullatus); los fruteros overo (Cissopis leverianus), corona amarilla	(Trichothraupis melanops) y coronado (Tachyphonus coronatus); las saíras de antifaz (Pipraeidea melanonota), arcoíris (Tangara seledon) y dorada (Hemithraupis guira) y los saí azul (Dacnis cayana) y común (Conirostrum speciosum), entre otros.